# Amata ligata
Amata ligata är en fjärilsart som beskrevs av Carlo Allioni 1766. Amata ligata ingår i släktet Amata och familjen björnspinnare. Inga underarter finns listade i Catalogue of Life.